# علی بن جهم
علی بن جَهم (۸۰۴ – ۸۶۳م) شاعر عراقی در دورهٔ اول عباسی بود.

## زندگی
در سدهٔ هشتم میلادی شاخه‌ای از قریش که قریش عازبه نامیده می‌شد، ساکن سرزمین بحرین شدند. بخشی از آنان به مرو، خراسان کوچیدند که خاندان جهم/جهمی‌ها از آنان بودند. در اوایل برپایی دولت عباسی، «جهم بن بدر بن جهم»، پدر و ریشهٔ پدری علی بن جهم، به بغداد بازگشتند. علی بن جهم در سال ۸۰۴م / ۱۸۸ق در بغداد زاده شد. به خوانش آثار فلسفی پرداخت و در قضایای علم کلام مناظره می‌کرد، «به معتزله حمله می‌برد و با زنادقه مجادله می‌نمود». با این حال، گرایش به ادبیات و سرودن بر او چیره شد و از دوستان نزدیک ابوتمام گشت.

علی بن جهم نزد برخی خلفای عباسی نفوذ یافت؛ معتصم او را بر دیوان مظالم در حلوان گماشت. او در سال ۲۲۲ق/ ۸۳۷م بر این منصب بود. سپس جایگاهش نزد متوکل بالا رفت تا اینکه «حاسدان میان او و متوکل جدایی انداختند». متوکل او را در سال ۲۳۹ق/ ۸۵۳م به خراسان تبعید کرد و به والیِ آن، طاهر بن عبدالله نامه نگاشت تا او را از صبح تا شب در صلیب نگه دارد؛ طاهر نیز چنین کرد (در شادیاخ) و او را پس از این شکنجه، زندانی نمود.

متوکل سپس ابن جهم را بخشید و او به بغداد بازگشت، در سال ۲۴۱ق/۸۵۵م. به زندگی عیاش‌وار و آنچه از نگاه مسلمانان «فسق و لهو» نامیده می‌شود، روی آورد. ۲ سال پس از درگذشت متوکل در ۲۴۷ق، ابن جهم به غزوات روم پیوست. در راه شام، گروهی از بدویان بنی‌کلب علیه او و هر که با او بود، تاختند. ابن جهم در حین رویارویی زخمی گشت و یارانش او را کمک‌خواهان خواستند به بغداد بازگردانند، اما ابن جهم در خُساف، یک‌مرحلگی حلب در سال ۸۶۳م / ۲۴۹ق درگذشت.

## آثار و شعر او
علی بن جهم را شاعری مطبوع، نیک‌گزین در واژگان، درست‌سبک همراه آسانی در ترکیب‌ها و روشنی معنایی وصف کرده‌اند. او را از بزرگان علم و صناعت شعر در روزگارش می‌دانند. در غزل، فخر، حکمت و هجا سرود. در هجو نیک بود و می‌توانست به آن نکته‌ای که می‌خواست، دقیقاً اشاره کند و آن را هجو کند. او همچنین در کسب روزی از شعر راغب نبود و کسی جز خلفا را مدح نکرد. در وصف نیز سرآمد بود، به ویژه در وصف طبیعت زنده و خشک. مجون نیز در واژگان ساده‌ای سرود.